# Pacco Qillo
Pakko Qillo (sindi: پڪو قلعو, močna utrdba) je trdnjava v Hiderabadu, Sind, Pakistan. Zgrajena je bila v 18. stoletju in je služila kot strateško vojaško oporišče ter igrala ključno vlogo v zgodovini mesta.

## Etimologija
Trdnjava je bila prej znana kot Pakka Qilla (Sindi), vendar je bilo ime spremenjeno po pritožbah domorodnega prebivalstva Sindijev.

## Gradnja
Trdnjavo je okoli leta 1768, ko je ustanovil mesto Hiderabad, zgradil Mian Ghulam Šah Kalhoro na hribu, lokalno poznanem kot Gundži ali 'Pusti hrib'. Celotna trdnjava je bila zgrajena z ometom in apnom. Trdnjava je bila obdana s suhim jarkom preko katerega je bil na vhodu zgrajen dvižni most. Utrdba je bila razdeljena na tri dele. Vzhodna stran utrdbe je prišla pod nadzor Mir Fateha Alija in Mir Ghulama Alija, kjer sta zgradila svoji palači. V severni steni utrdbe so bila za dostop vgrajena majhna vrata. V srednjem delu utrdbe, kjer je bil minaret, je bilo zgrajeno dvorišče in vrtovi.

## Zgodovina
Med vladavino Talpurja nad Sindom je Mir Fateh Ali Kan zapustil Khudabad in leta 1789 preselil svojo prestolnico v Hiderabad. Trdnjavo Hiderabad je uporabljal kot rezidenco in kraj, kjer je imel svoj dvor. Dodal je harem in druge stavbe za namestitev vladajoče družine. Da bi prebivalcem omogočil izpolnjevanje verskih obveznosti, je naročil gradnjo mošej. V tem obdobju so utrdbo obkrožali domovi delavskega razreda. Po porazu Mirsov v bitki pri Mianiju leta 1843 so utrdbo zasedli Britanci. Na dan, ko so Britanci zasedli Hyderabad, sta bila dva sinova Mir Naseer Khana, Mir Hasan Ali in Mir Abbas, zaprta v trdnjavi. Tik pred kraljevimi vrati v sredini utrdbe, je stal minaret, ki je imel spiralno stopnišče. Britanci so nanj namestili veliko rotacijsko luč, ki se uporablja za letala in je že zdavnaj odstranjena. Ko so Britanci leta 1843 zasedli trdnjavo, je bila na minaretu izobešena britanska zastava Union Jack. Eksplozije v utrdbi so kasneje uničile večino arhitekture in javnih hiš. Leta 1857 so Britanci porušili preostalo zgradbo, da bi naredili prostor za vojaške objekte in trgovine.
Mir Murad Ali Kan je v trdnjavi vzhodno od vrat Šahi zgradil kovnico, v kateri so kovali zlate, srebrne in bakrene kovance z njegovim imenom. Leta 1842 je bila pod vladavino Mir Naseer Kana kovnica zaprta, pod vladavino Charlesa Napierja pa so nato izdali kovance kraljice Viktorije.
Leta 1904 je britanska vlada znotraj utrdbe odprla zemljiški urad. Nekaj let kasneje je občina Hiderabad prevzela utrdbo od vlade.
Zaradi dejstva, da je bilo mesto središče trgovine, je sem iz Indije v nizu selitev prišlo veliko ljudi, ki so zasedli dele utrdbe in jo preoblikovali in s tem povzročili precej škode. Ponekod so bili zidovi razbiti in narejene luknje za odtekanje vode. Zaradi dviga gladine vode v notranjosti je bila utrdba poškodovana. Zaradi tega se večina starih zidov in krajev kar naprej podira. Tudi julija 1983 je zaradi porušitve velikega dela zidu prišlo do žrtev. Tudi zdaj je v trdnjavi štiri odstotke slumov. Utrdbo delijo na štiri glavne dele: (1) Zgodovinski in pomemben del: ta del vključuje vrata utrdbe, zunanje obzidje, svetišča in muzej. (2) Odprti del: V tem delu so njive in vrtovi. (3) Vodovodni del: v tem delu so nameščeni rezervoarji za vodo, črpalke, stroji itd. (4) Stanovanjske parcele: vlada je to dala ljudem za bivanje. Zaradi stalne bivalne rabe in nestrokovnega vrtanja zidov je ogroženo življenje zgodovinskega spomenika. Pod vodstvom različnih vladnih, nevladnih ustanov in zunanjih agencij je bil v 1970-ih načrtovan podroben načrt, po katerem bi prebivalce utrdbe naselili izven trdnjave, popravili poškodovane dele utrdbe in s čiščenjem drugih onesnaženj, ohranjanjem velike dediščine preteklosti prostor namenili turizmu in študiju zgodovine. Vendar se to ni zgodilo.

## Operacija Pakka Qila
Pakka Qila je bila prizor policijskega pokola, v katerem je policija Sinda ubila skoraj 40 protestnikov MQM, ko so streljali naravnost v množico. Gibanje Muttahida Qaumi (MQM) – Pakistan je ponovno zahtevalo neodvisno preiskavo tragedije Hiderabad Pucca Qila leta 1990 in obžalovalo, da je bil primer enega najsmrtonosnejših pokolov v zgodovini države postavljen v drugi plan. Okoli 40 ljudi je bilo ubitih v policijski operaciji v soseski Pucca Qila v Hiderabadu 26. in 27. maja 1990, medtem ko je bila pakistanska ljudska stranka v vladi v centru. Krivci niso bili nikoli privedeni pred sodišče.

## Galerija
- Pacco Qillo mejno obzidje
- Vrasta v Pacco Qillo
- Pogled na trdnjavo leta 1845
- Trgovine spodaj Pacco Quillo